# Coupe d'Allemagne de patinage artistique 1996
Navigation
Édition précédente Édition suivante
La Coupe d'Allemagne était une compétition internationale de patinage artistique qui se déroulait en Allemagne au cours de l'automne, entre 1986 et 2004. Elle accueillait des patineurs amateurs de niveau senior dans quatre catégories: simple messieurs, simple dames, couple artistique et danse sur glace. En 1996, son nom officiel était la Coupe des nations.
La dixième Coupe d'Allemagne est organisée du 21 au 23 novembre 1996 à Gelsenkirchen. Elle est la quatrième compétition de la Série des champions ISU senior de la saison 1996/1997.

## Résultats

### Messieurs
| Rang | Nom               | Pays       | Points | Prog. court | Prog. libre |
| ---- | ----------------- | ---------- | ------ | ----------- | ----------- |
| 1    | Aleksey Urmanov   | Russie     | 1.5    | 1           | 1           |
| 2    | Dmytro Dmytrenko  | Ukraine    | 3.5    | 3           | 1           |
| 3    | Aleksey Yagudin   | Russie     | 4.0    | 2           | 3           |
| 4    | Daniel Hollander  | États-Unis | 7.0    | 6           | 4           |
| 5    | Szabolcs Vidrai   | Hongrie    | 7.0    | 4           | 5           |
| 6    | Jayson Dénommée   | Canada     | 8.5    | 5           | 6           |
| 7    | Andrejs Vlascenko | Allemagne  | 11.0   | 8           | 7           |
| 8    | Michael Shmerkin  | Israël     | 11.5   | 7           | 8           |
| 9    | Jens ter Laak     | Allemagne  | 14.5   | 11          | 9           |
| 10   | Makoto Okazaki    | Japon      | 15.0   | 10          | 10          |
| 11   | Francis Gastellu  | France     | 15.5   | 9           | 11          |

### Dames
| Rang    | Nom                | Pays        | Points | Prog. court | Prog. libre |
| ------- | ------------------ | ----------- | ------ | ----------- | ----------- |
| 1       | Irina Sloutskaïa   | Russie      | 1.5    | 1           | 1           |
| 2       | Tara Lipinski      | États-Unis  | 3.0    | 2           | 2           |
| 3       | Vanessa Gusmeroli  | France      | 5.5    | 5           | 3           |
| 4       | Olga Markova       | Russie      | 5.5    | 3           | 4           |
| 5       | Julia Vorobieva    | Azerbaïdjan | 8.5    | 7           | 5           |
| 6       | Elena Liashenko    | Ukraine     | 9.0    | 6           | 6           |
| 7       | Mojca Kopač        | Slovénie    | 9.0    | 4           | 7           |
| 8       | Andrea Diewald     | Allemagne   | 13.5   | 11          | 8           |
| 9       | Susan Humphreys    | Canada      | 14.0   | 10          | 9           |
| 10      | Lenka Kulovaná     | Tchéquie    | 14.5   | 9           | 10          |
| 11      | Hiromi Sano        | Japon       | 17.0   | 12          | 11          |
| Abandon | Astrid Hochstetter | Allemagne   |        | 8           |             |

### Couples
| Rang    | Nom                                    | Pays        | Points | Prog. court | Prog. libre |
| ------- | -------------------------------------- | ----------- | ------ | ----------- | ----------- |
| 1       | Mandy Wötzel / Ingo Steuer             | Allemagne   | 3.0    | 4           | 1           |
| 2       | Marina Eltsova / Andrei Bushkov        | Russie      | 3.5    | 3           | 2           |
| 3       | Kyoko Ina / Jason Dungjen              | États-Unis  | 3.5    | 1           | 3           |
| 4       | Kristy Sargeant / Kris Wirtz           | Canada      | 5.0    | 2           | 4           |
| 5       | Lesley Rogers / Michael Aldred         | Royaume-Uni | 7.5    | 5           | 5           |
| 6       | Dorota Zagórska / Mariusz Siudek       | Pologne     | 10.0   | 8           | 6           |
| 7       | Lilia Mashkovskaya / Viacheslav Chiliy | Ukraine     | 11.5   | 9           | 7           |
| 8       | Sophie Guestault / Francois Guestault  | France      | 11.5   | 7           | 8           |
| Abandon | Silvia Dmitrov / Rico Rex              | Allemagne   |        | 6           |             |

### Danse sur glace
| Rang | Nom                                       | Pays        | Points | Danse imposée | Danse originale | Danse libre |
| ---- | ----------------------------------------- | ----------- | ------ | ------------- | --------------- | ----------- |
| 1    | Anzhelika Krylova / Oleg Ovsiannikov      | Russie      | 2.0    | 1             | 1               | 1           |
| 2    | Shae-Lynn Bourne / Victor Kraatz          | Canada      | 4.4    | 3             | 2               | 2           |
| 3    | Sophie Moniotte / Pascal Lavanchy         | France      | 5.6    | 2             | 3               | 3           |
| 4    | Irina Lobatcheva / Ilia Averboukh         | Russie      | 8.0    | 4             | 4               | 4           |
| 5    | Margarita Drobiazko / Povilas Vanagas     | Lituanie    | 10.0   | 5             | 5               | 5           |
| 6    | Elizaveta Stekolnikova / Dmitri Kazarlyga | Kazakhstan  | 12.0   | 6             | 6               | 6           |
| 7    | Kati Winkler / René Lohse                 | Allemagne   | 14.0   | 7             | 7               | 7           |
| 8    | Marika Humphreys / Philip Askew           | Royaume-Uni | 16.0   | 8             | 8               | 8           |
| 9    | Eve Chalom / Mathew Gates                 | États-Unis  | 18.4   | 10            | 9               | 9           |
| 10   | Olena Hrushyna / Ruslan Honcharov         | Ukraine     | 19.6   | 9             | 10              | 10          |
| 11   | Melissa Möhler / Michael Osthoff          | Allemagne   | 22.0   | 11            | 11              | 11          |
| 12   | Aya Kawai / Hiroshi Tanaka                | Japon       | 24.0   | 12            | 12              | 12          |

## Sources
- Résultats de la coupe des nations 1996
- Patinage Magazine N°55 (Décembre 1996-Janvier/Février 1997)